# ア・コルーニャ大学

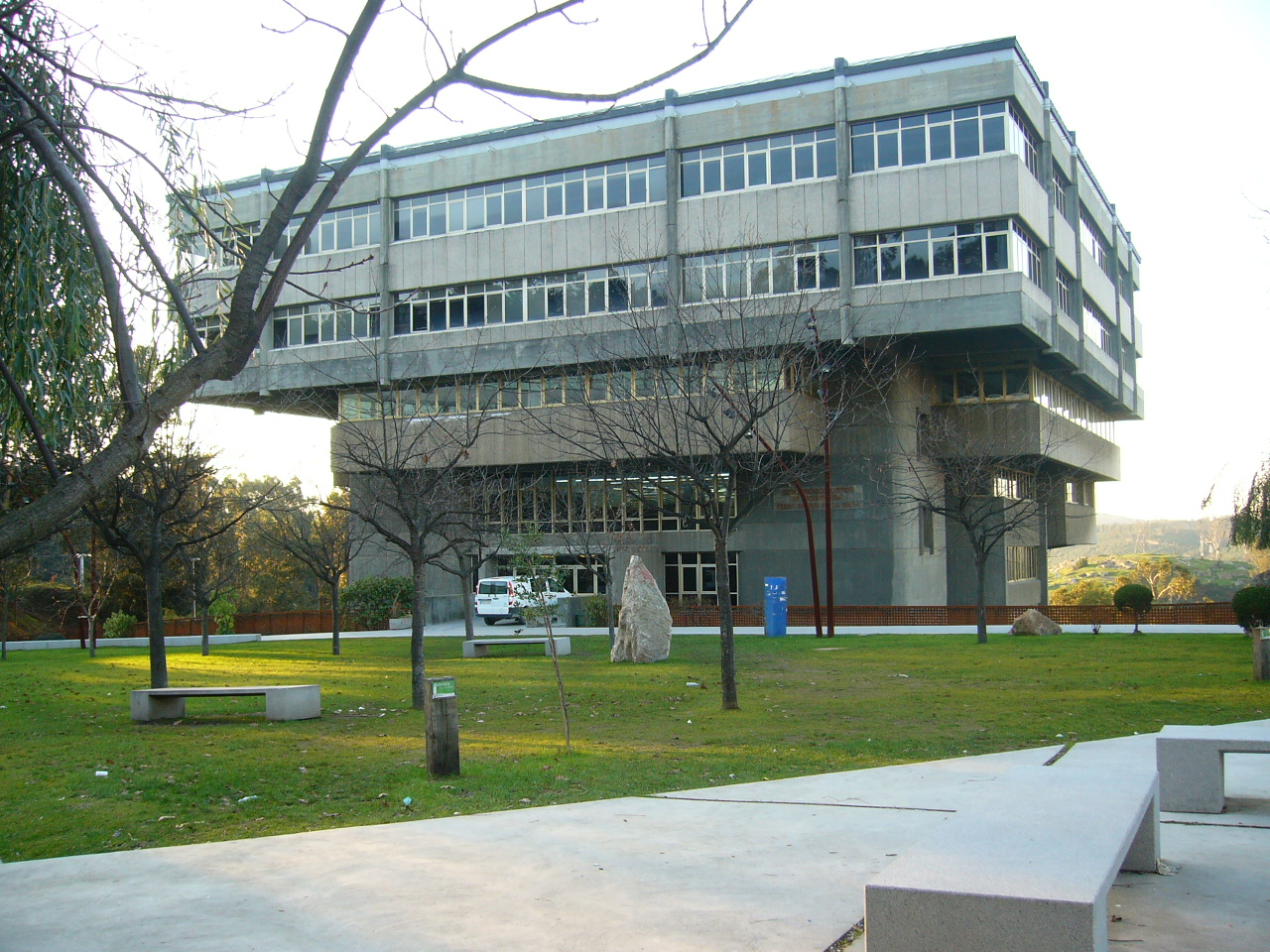
キャンパス内の変な建物

ア・コルーニャ大学（スペイン語: Universidad de La Coruña, ガリシア語: Universidade da Coruña）は、スペイン・ガリシア州ア・コルーニャ県ア・コルーニャに本部を置く大学。1989年に設立された。ア・コルーニャとフェロルにキャンパスを有する。

## 歴史
1495年、ガリシア地方初の大学としてサンティアゴ・デ・コンポステーラ大学が設立された。サンティアゴ・デ・コンポステーラ大学はア・コルーニャとビーゴにもキャンパスを持ち、約500年間にわたってガリシア地方唯一の大学だった。
民主化後の1979年には自治州としてのガリシア州が成立し、地方分権が進められてガリシア州政府が独自の教育政策を打ち出せるようになった。1989年にはア・コルーニャ大学が、1990年にはビーゴ大学が、それぞれ独自の学位を付与する独立した大学となった。1960年代初頭にはフェロルに産業工学海軍学校が設立され、1990年まではマドリードにあるスペイン教育省に直接管轄されていたが、1990年にア・コルーニャ大学の一部となっている。

## ガリシア州の大学
今日のガリシア州には以下の大学がある。
- サンティアゴ・デ・コンポステーラ大学 : サンティアゴ・デ・コンポステーラ（本部）、ルーゴ
- ア・コルーニャ大学 : ア・コルーニャ（本部）、フェロル
- ビーゴ大学 : ビーゴ（本部）、オウレンセ、ポンテベドラ